# Speightstown
Speightstown is een plaats aan de noordwestkust van Barbados. Met 2.604 inwoners (2000) is het de tweede plaats van het eiland naar inwonertal na Bridgetown. De plaats ligt op ongeveer 20 kilometer van het centrum van Bridgetown in de noordelijke parish Saint Peter. De plaats is vernoemd naar William Speight, een lid van het House of Assembly (lagerhuis) van Barbados in de koloniale periode en de voormalige eigenaar van het stuk grond waarop de plaats is gelegen.

## Geschiedenis
Speightstown ontstond rond 1630 en was de drukste haven van het eiland in de begindagen van de koloniale periode. Schepen met suiker en andere goederen vertrokken vanuit Speightstown naar Londen en met name Bristol. Om die reden werd Speightstown in die periode soms ook wel Little Bristol (Klein-Bristol) genoemd. 
In 1649 weigerden de eilanders het gezag van Oliver Cromwell te accepteren en bleven loyaal aan Karel I. Toen Cromwell George Ayscue uitstuurde om de opstand neer te slaan, wisten de inwoners van Speightstown vanuit de kleine forten langs de oever de aanvallen van Ayscue gedurende zes maanden tegen te houden. Door een overloper kreeg Ayscue echter te horen dat hij kon landen bij Oistins. Daar ging hij in 1652 aan land en sloot met vertegenwoordigers van het eiland een verdrag, waarbij de eilanders rechten en privileges kregen als ze Cromwell zouden accepteren als hun Lord Protector. Een belangrijke bepaling voor de Barbadossers was dat ze geen belasting hoefden te betalen wanneer zolang dat niet werd goedgekeurd door het parlement van Barbados. 
In de hoogtijdagen van de suiker- en slavenhandel vormde Speightstown een levendig centrum, waar veel slaven tijdelijk werden ondergebracht alvorens ze verder werden vervoerd naar andere eilanden van Amerika. Uit die tijd dateren veel historische gebouwen, zoals het Arlington House. De meeste historische gebouwen bevinden zich langs de straten Queen Street, Church Street en Orange Street. De plaats is nu vooral een toeristisch centrum.

## Cultuur

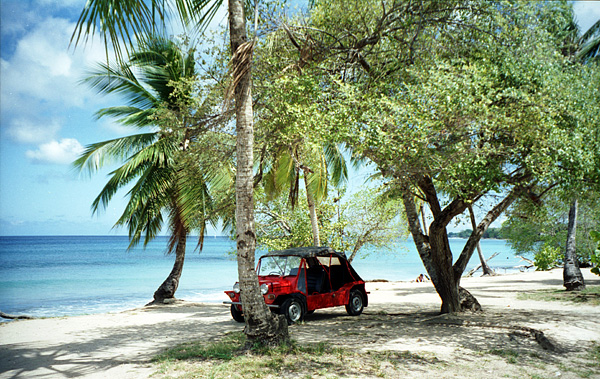
Een Mini Moke-huurauto op een van de stranden bij Speightstown (1995)

Speightstown is een levendig stadje. Vooral in het weekend als veel inwoners hun boodschappen doen in de plaats. Marktstalletjes op straat bieden vooral fruit en andere eerste levensbehoeften aan. Na jaren van achterstallig onderhoud en verval, heeft de plaats recentelijk een opknapbeurt gehad, waardoor het aanzien weer wat is verbeterd. 
Nabij Speightstown ligt Port Saint Charles, een haven voor luxe jachten en andere boten die Barbados aandoen. Ook bevindt zich er een kunstgalerie met werk van lokale en Caraïbische kunstenaars.

## Partnersteden
- - Reading (Verenigd Koninkrijk) - sinds 2003